# Die Enterprise/Episodenliste
Die Serie Die Enterprise (engl. Star Trek: The Animated Series) besteht aus zwei Staffeln mit insgesamt 22 halbstündigen Zeichentrick-Episoden, die von 1973 bis 1974 in den USA erstausgestrahlt wurden.

## Übersicht
|         |          | Erstausstrahlung USA            | Deutschsprachige Erstveröffentlichung          | Deutschsprachige Erstveröffentlichung | Deutschsprachige Erstveröffentlichung |                |
| Staffel | Episoden | Zeitraum                        | Gekürzte ZDF-Erstausstrahlung                  | Ungekürzte CIC-Videoerstveröff.       | Ungekürzte Erstausstrahlung (Tele5)   | Regisseur      |
| ------- | -------- | ------------------------------- | ---------------------------------------------- | ------------------------------------- | ------------------------------------- | -------------- |
| 1       | 16       | 8. Sep. 1973 – 12. Januar 1974  | 9. März 1976 – 30. November 1976 (13 Episoden) | 1994                                  | 8. Sep. 2016 – 29. September 2016     | Hal Sutherland |
| 2       | 6        | 7. Sep. 1974 – 12. Oktober 1974 | 16. März 1976 – 16. November 1976 (5 Episoden) | 1994                                  | 30. Sep. 2016 – 10. Oktober 2016      | Bill Reed      |

## Staffel 1
|           | Erstausstrahlung USA | Erstausstrahlung USA          | Erstausstrahlung USA | Unvollständige, gekürzte deutsche Synchronfassung | Unvollständige, gekürzte deutsche Synchronfassung | Vollständige, ungekürzte Synchronfassung | Vollständige, ungekürzte Synchronfassung |                            |
| Nr. (ges) | Nr. (St.)            | Originaltitel                 | Datum                | Deutscher Titel                                   | Erstausstrahlung ZDF                              | Deutscher Titel                          | Erstausstrahlung Tele5                   | Drehbuch                   |
| --------- | -------------------- | ----------------------------- | -------------------- | ------------------------------------------------- | ------------------------------------------------- | ---------------------------------------- | ---------------------------------------- | -------------------------- |
| 1         | 1                    | Beyond the Farthest Star      | 8. Sep. 1973         | Keine Blumen für Kirk                             | 26. Okt. 1976                                     | Das körperlose Wesen                     | 8. Sep. 2016                             | Samuel A. Peeples          |
| 2         | 2                    | Yesteryear                    | 15. Sep. 1973        | Die Täuschung                                     | 19. Okt. 1976                                     | Das Zeitportal                           | 9. Sep. 2016                             | D. C. Fontana              |
| 3         | 3                    | One of Our Planets is Missing | 22. Sep. 1973        | Ein Planet wird gerettet                          | 27. Apr. 1976                                     | Die gefährliche Wolke                    | 12. Sep. 2016                            | Marc Daniels               |
| 4         | 4                    | The Lorelei Signal            | 29. Sep. 1973        | Planet der Amazonen                               | 23. Nov. 1976                                     | Das Lorelei-Signal                       | 13. Sep. 2016                            | Margaret Armen             |
| 5         | 5                    | More Tribbles, More Troubles  | 6. Okt. 1973         | Invasion der Wollmöpse                            | 13. Apr. 1976                                     | Mehr Trouble mit Tribbles                | 14. Sep. 2016                            | David Gerrold              |
| 6         | 6                    | The Survivor                  | 13. Okt. 1973        | Geliebter Spion                                   | 5. Okt. 1976                                      | Der Überlebende                          | 15. Sep. 2016                            | James Schmerer             |
| 7         | 7                    | The Infinite Vulcan           | 20. Okt. 1973        | Planet der Riesen                                 | 12. Okt. 1976                                     | Das Superhirn                            | 16. Sep. 2016                            | Walter Koenig              |
| 8         | 8                    | The Magicks of Megas-Tu       | 27. Okt. 1973        | —                                                 | —                                                 | Das Geheimnis von Megas-Tu               | 19. Sep. 2016                            | Larry Brody                |
| 9         | 9                    | Once Upon a Planet            | 3. Nov. 1973         | Urlaub im Wunderland                              | 30. Nov. 1976                                     | Phantasie oder Wirklichkeit              | 20. Sep. 2016                            | Chuck Menville, Len Janson |
| 10        | 10                   | Mudd’s Passion                | 10. Nov. 1973        | Der Liebeskristall                                | 9. März 1976                                      | Der Liebeskristall                       | 21. Sep. 2016                            | Stephen Kandel             |
| 11        | 11                   | The Terratin Incident         | 17. Nov. 1973        | Auch Kleine haben oft groß angefangen             | 2. Nov. 1976                                      | Die Rettungsmission                      | 22. Sep. 2016                            | Paul Schneider             |
| 12        | 12                   | The Time Trap                 | 24. Nov. 1973        | Klingons Hinterlist                               | 23. März 1976                                     | Die Zeitfalle                            | 23. Sep. 2016                            | Joyce Perry                |
| 13        | 13                   | The Ambergris Element         | 1. Dez. 1973         | Das unheimliche Wasser                            | 9. Nov. 1976                                      | Die Entführung                           | 26. Sep. 2016                            | Margaret Armen             |
| 14        | 14                   | The Slaver Weapon             | 15. Dez. 1973        | —                                                 | —                                                 | Das Geheimnis der Stasis-Box             | 27. Sep. 2016                            | Larry Niven                |
| 15        | 15                   | The Eye of the Beholder       | 5. Jan. 1974         | Die gejagten Jäger                                | 30. März 1976                                     | Auf der Suche nach Überlebenden          | 28. Sep. 2016                            | David P. Harmon            |
| 16        | 16                   | The Jihad                     | 12. Jan. 1974        | —                                                 | —                                                 | Das gestohlene Gehirnwellenmuster        | 29. Sep. 2016                            | Stephen Kandel             |

## Staffel 2
|           | Erstausstrahlung USA | Erstausstrahlung USA               | Erstausstrahlung USA | Unvollständige, gekürzte deutsche Synchronfassung | Unvollständige, gekürzte deutsche Synchronfassung | Vollständige, ungekürzte Synchronfassung | Vollständige, ungekürzte Synchronfassung |                           |
| Nr. (ges) | Nr. (St.)            | Originaltitel                      | Datum                | Deutscher Titel                                   | Erstausstrahlung ZDF                              | Deutscher Titel                          | Erstausstrahlung Tele5                   | Drehbuch                  |
| --------- | -------------------- | ---------------------------------- | -------------------- | ------------------------------------------------- | ------------------------------------------------- | ---------------------------------------- | ---------------------------------------- | ------------------------- |
| 17        | 1                    | The Pirates of Orion               | 7. Sep. 1974         | Verfolgung im Weltall                             | 2. März 1976                                      | Die Piraten von Orion                    | 30. Sep. 2016                            | Howard Weinstein          |
| 18        | 2                    | Bem                                | 14. Sep. 1974        | Echsenjagd                                        | 16. Nov. 1976                                     | Gefährliche Prüfung                      | 4. Okt. 2016                             | David Gerrold             |
| 19        | 3                    | The Practical Joker                | 21. Sep. 1974        | Das lachende Ungeheuer                            | 20. Apr. 1976                                     | Wüste Scherze                            | 5. Okt. 2016                             | Chuck Menville            |
| 20        | 4                    | Albatross                          | 28. Sep. 1974        | —                                                 | —                                                 | Dr. McCoy unter Anklage                  | 6. Okt. 2016                             | Dario Finelli             |
| 21        | 5                    | How Sharper Than a Serpent’s Tooth | 5. Okt. 1974         | Die versunkene Welt                               | 6. Apr. 1976                                      | Kulkulkan – Der Mächtige                 | 7. Okt. 2016                             | Russell Bates, David Wise |
| 22        | 6                    | The Counter-Clock Incident         | 12. Okt. 1974        | Weltraumkosmetik                                  | 16. März 1976                                     | Flucht aus einem anderen Universum       | 10. Okt. 2016                            | John Culver               |